# Fugensand
Fugensand dient dem Verfugen von Platten- und Pflasterbelägen. Er verhindert, dass sich der Belag verschiebt, indem er die beim Befahren entstehenden Horizontalkräfte aufnimmt. Fugensand muss deshalb aus druckstabilem Material bestehen. Häufig wird Quarzsand oder Sand aus Granit verwendet, auf jeden Fall aber Bruch- oder Quetschsand. Rundkörnige Sande, wie sie in Sedimentablagerungen vorkommen und zur Herstellung von Putzmörteln verwendet werden, verfestigen sich nicht. Beim Verlegen von Natursteinpflaster werden häufig Abstände zwischen den Steinen gelassen, um ein gleichmäßiges Fugenbild zu erreichen. Durch die Fugen werden Form- und Maßabweichungen sowie gegebenenfalls die Konizität der Pflastersteine ausgeglichen. Kleinformatige Pflastersteine, Klinker und Betonsteine werden auch „knirsch“ (aneinanderstoßend) verlegt. Auch in diesem Fall wird die Fläche mit Sand abgekehrt, um verbleibende sowie beim Setzen und bei Benutzung des Belags nachträglich entstehende Fugen zu füllen.
Im Innenbereich kommt eine Sandverfugung etwa für Garagen, Keller und Wirtschaftsräume in Frage.
Das Verfugen von Straßenpflaster mit Fugensand wird seit der Antike praktiziert und ergibt im Außenbereich einen robusten Bodenbelag, der thermische Dehnung und Setzungen im Untergrund zu einem gewissen Maße ausgleichen kann..
Das Ausfüllen mit einem steifen Zementmörtel, erfordert dagegen die Anlage von Dehnfugen im Belag, um Rissbildung und Aufwerfungen zu vermeiden.
Unverfestigter Fugensand kann aus breiten Fugen ausgewaschen werden, insbesondere bei Verlegung im Gefälle. Lehmhaltige Sandverfugungen sind stabiler, solange sie bodenfeucht bleiben. Für höhere Beanspruchungen können dem Sand Bindemittel wie Zement oder Epoxydharz in geringer Dosierung beigegeben werden, um eine gewisse Verfestigung zu erreichen, ohne den Pflaster-Fugen-Verbund allzu steif werden zu lassen. Die Haufwerksporigkeit und damit die Wasserdurchlässigkeit kann bei geringem Bindemittelanteil erhalten bleiben (siehe auch: Versickerungsfähige Verkehrsflächen).
Kunstharze sind gegenüber Zement elastischer, aber auch teurer. Polymergebundene Fugenmassen sind im Handel als Fertigmischungen erhältlich.
Auch Asphalt (bitumengebundener Sand) kann verwendet werden, ist aber nur in breite Fugen einzubringen.
Im Fugensand entwickelt sich in der Regel eine unschädliche Fugenvegetation aus Moosen und Kräutern. Die Anwendung von Herbiziden ist auf befestigten Flächen verboten und bei Verstößen gegen das Verbot drohen Bußgelder. Auch Salz und Essig dürfen auf gepflasterten Flächen nicht zur Unkrautbekämpfung verwendet werden.
Unkrauthemmender Fugensand besteht aus ofengetrockneten, nährstoffarmen Mineralien mit einem natürlich hohen pH-Wert.
Eine lose Verfugung im Außenbereich muss regelmäßig nachgesandet werden. Die Verdichtung kann unter Belastung im Wesentlichen von selber erfolgen, kann aber auch wie beim Erstversetzen durch Klopfen oder maschinelles Rütteln erfolgen.
Bei umfangreicheren Einschwemmungen oder Ablagerungen von Erdreich oder anderen Feinstoffen sollte der Fugensand gegebenenfalls ausgetauscht werden, da feine Partikel Feuchtigkeit binden, die im Winter zu Auffrierungen führt.
Eine sandverfugte Pflasterung kann dann jahrzehnte- oder gar jahrhundertelang funktionstüchtig bleiben, wie etwa römische Straßen zeigen.

## Gebundene und ungebundene Pflasterbauweise
Schwimmend versetzte Pflaster mit wasserdurchlässiger Sandverfugung führen einen Teil des Oberflächenwassers durch die Fugen in den Unterbau ab.
Lose verlegtes Pflaster verfestigt sich zu einem gewissen Grade selber, solange die Steine sauber im Verband liegen bleiben. Ausbesserungen können leicht vorgenommen werden. Pflastersteine können vielfach wiederverwendet werden.
Wenn der Unterbau aus Beton oder dicht verlegten Klinkern besteht, sollte eine abdichtende Fugenmasse eingesetzt werden, damit es unter dem Pflaster zu keinem Wasserstau kommt, der dem Frost Angriffsstellen bietet
Für Stöckelboden (Holzpflasterung) ist Sandverfugung das brauchbarste Material.
Je nach Pflastermaterial variiert die Ausführung des Pflasterbettes und der Verfugung.

## Normen und Richtlinien, Literatur
Siehe im Artikel Pflaster (Belag) – die Verfugung ist meist in den einschlägigen Normungen mitgeregelt, und in der Fachliteratur jeweils mitbehandelt.